# Peugeot XC
Il Peugeot XC era un motore a scoppio prodotto dal 1960 al 1979 dalla Casa automobilistica francese Peugeot.

## Caratteristiche e versioni
Alla fine degli anni cinquanta la Casa di Sochaux cominciò a lavorare ad un nuovo motore da montare sulla futura berlina che avrebbe sostituito la 403, ossia la 404. Come base di partenza si scelse la già collaudata unità motrice TN3, ossia il 1.5 litri montato sulla 403 stessa.

Di tale unità fu aumentato l'alesaggio da 80 ad 84 mm, mentre la corsa fu lasciata a 73 mm. Come risultato si ottenne una cilindrata complessiva di 1618 cm³.

Per il resto, il nuovo motore condivideva numerose caratteristiche già presenti nella precedente unità, vale a dire:
- architettura a 4 cilindri in linea;
- testata in lega di alluminio Alpax;
- camere di scoppio emisferiche;
- basamento in ghisa con canne in umido;
- albero a gomiti in acciaio forgiato;
- distribuzione ad un albero a camme laterale;
- testata a due valvole per cilindro.

Tale motore ha esordito nel 1960 sulla nuova 404 appena lanciata. Da lì fino al 1975, questo motore ha conosciuto alcune evoluzioni.

### La prima versione XC
La prima versione di tale propulsore, denominata semplicemente XC, era caratterizzata dall'avere l'albero a gomiti su tre supporti di banco, esattamente come nel caso del motore TN3 da cui derivava. L'alimentazione era a carburatore Solex 32PBICA, mentre il rapporto di compressione era compreso tra i 7.2 ed i 7.4:1. La potenza massima era di 72 CV a 5400 giri/min.

Questa versione è stata proposta dal 1960 al 1963.

### XC5
Alla fine del 1963, il motore XC fu sottoposto ad alcuni aggiornamenti, tra cui un nuovo albero motore a 5 supporti di banco anziché 3. La potenza massima rimase immutata fino alla fine del 1964: all'inizio del 1965, infatti, furono adottate valvole maggiorate ed il rapporto di compressione fu portato a 7.6:1, con conseguente aumento della potenza massima a 76 CV.

### XC5 S
Questo motore, prodotto in Argentina nello stabilimento di El Palomar, era destinato unicamente alla 404 S, un modello sportivo derivato direttamente dalla 404 berlina di normale produzione e previsto unicamente nel mercato locale. Esso era caratterizzato tra l'altro da testata e condotti d'aspirazione lavorati, da due carburatori doppio corpo Weber, da un nuovo asse a camme più performante, dalla presenza di nuovi pistoni più performanti e da un rapporto di compressione pari a 9.4:1: la potenza massima salì così a ben 115 CV a 6400 giri/min.

### XC6
Nel 1966 vi fu un nuovo aggiornamento al 1.6 a carburatore. Un nuovo aggiornamento al rapporto di compressione, salito ad 8.3:1, portò la potenza massima a 80 CV.

### XC6B
Riservato alla produzione argentina, il motore XC6B montava inizialmente il vecchio albero motore a 3 supporti di banco ed era caratterizzato da un rapporto di compressione di 7.2:1, per una potenza massima di 64 CV a 5400 giri/min. Con l'arrivo della versione a 5 supporti di banco e l'aumento del rapporto di compressione a 7.6:1, la potenza lievitò fino a 73 CV a 5400 giri/min.

### XC7
Nel 1970 si ha l'ultima evoluzione del motore XC a carburatore: la potenza viene ridotta a 73 CV, ma grazie ad alcuni accorgimenti il rendimento globale non subisce alterazioni.

### XCKF
Questa è la prima variante in ordine cronologico a montare l'alimentazione ad iniezione meccanica Kugelfischer. La prima apparizione di tale motore si ebbe già nel 1961 al Salone di Ginevra, ma le prime applicazioni su vetture regolarmente commercializzate si ebbero solo a partire dal 1962. Il nuovo sistema di alimentazione, più raffinato, permise di raggiungere 85 CV di potenza massima. Tale motore, inizialmente montato solo sulle 404 Cabriolet, fu proposto a partire dal 1963 anche sulle berline e le coupé.

### XCKF1
La prima evoluzione del 1.6 ad iniezione si ebbe all'inizio del 1964: l'unica significativa differenza con l'unità precedente stava nell'adozione dei cinque supporti di banco.

### XCKF2
L'ultima evoluzione della variante ad iniezione del motore XC ha visto la sua potenza massima raggiungere la quota di 96 CV. È stata prodotta dal 1965 al 1968.

## Applicazioni
Pur essendo stati montati unicamente sulla gamma 404, le fonti sono piuttosto imprecise nel fornire una panoramica più dettagliata sulle applicazioni di ogni versione motoristica.

In generale, si possono già tracciare delle linee di massima abbastanza attendibili riguardanti la cronologia di tali applicazioni.
- XC:
  - 404 berlina (1960-63);
  - 404 Familiale (1962-63).
- XC5:
  - 404 berlina (1963-67);
  - 404 Familiale (1963-67);
  - 404 Commerciale (1963-67);
  - 404 Camionette (1963-67);
  - 404 Cabriolet (1965-67);
  - 404 Coupé (1965-67);
  - 504 Pickup (1979-83);
  - Peugeot J7 1800 kg (1965-78);
  - Peugeot J7 1400 kg (1978-79).
- XC5 S:
  - 404 S;
- XC6:
  - 404 berlina (1967-70);
  - 404 Familiale (1967-70);
  - 404 Cabriolet (1967-69);
  - 404 Coupé (1967-69).
- XC6B (solo per il mercato argentino):
  - 404 berlina (1962-67);
  - 404 L (1967-69);
  - 404 GL/SL (1969-81);
  - 404 Rural (1963-64);
  - 404 Pick-Up (1973-79).
- XC7:
  - 404 berlina (1970-75);
  - 404 Familiale (1970-71).
- XCKF:
  - 404 Cabriolet (1962-63);
  - 404 Coupé (1963).
- XCKF1:
  - 404 berlina (1964);
  - 404 Cabriolet (1964);
  - 404 Coupé (1964).
- XCKF2:
  - 404 berlina (1965-68);
  - 404 Cabriolet (1965-68);
  - 404 Coupé (1965-68).